# The Sound of Revenge
The Sound of Revenge è il primo album di Chamillionaire pubblicato il 22 novembre 2005 sotto l'etichetta Chamillitary. Il disco segna il debutto del rapper su scala nazionale.

## Il disco
Uscito verso fine 2005, include le produzioni più importanti di Scott Storch, Mannie Fresh, Cool & Dre e Play-N-Skillz.
I featuring sono quelli di Lil' Flip, Krayzie Bone, Scarface, Billy Cook, Bun B, Killer Mike, Pastor Troy, l'artista R&B Natalie, Lil' Wayne e Rasaq, quest'ultimo fratello minore di Chamillionaire.
The Sound of Revenge è stato nominato doppio disco di platino, e ha venduto più di 5 milioni di copie in tutto il mondo. Picture Perfect, una traccia del disco non pubblicata come singolo, ha raggiunto la posizione numero 28 nella Hot Ringtones degli USA..
I tre singoli estratti sono "Turn It Up", "Ridin'" e "Grown and Sexy". Dell'album è stata poi distribuita una versione chopped & screwed realizzata da OG Ron C.

## Tracce

### Tracklist ufficiale
1. The Sounf Of Revenge (Intro)
2. In The Trunk
3. Turn It Up (feat. Lil' Flip)
4. Ridin' (feat. Krayzie Bone)
5. No Snitchin' (feat. Bun B)
6. Southern Takeover (feat. Killer Mike & Pastor Troy)
7. Radio Interruption
8. Frontin'
9. Grown and Sexy
10. Think I'm Crazy (feat. Natalie)
11. Rain (feat. Scarface & Billy Cook)
12. Picture Perfect (feat. Bun B)
13. Fly As The Sky (feat. Lil' Wayne & Rasaq)
14. Peepin' Me
15. Void In My Life
16. Outro

### Tracce bonus
1. Turn It Up (RMX) (Prod. Scott Storch) (featuring E.S.G., Lil' O, & HAWK) – 5:08
2. Grind Time (Prod. Da Riffs) – 3:24
3. Rider (Prod. Happy Perez) – 4:01
4. Hate in Ya Eyes (Prod. Cool & Dre) – 3:40
5. Bad Guy (Prod. Twinzbeatz / Thundertrax) – 3:55

## Critica
| Recensione su        | Giudizio                                                |
| -------------------- | ------------------------------------------------------- |
| All Music Guide      | link                                                    |
| Entertainment Weekly | link Archiviato il 16 ottobre 2007 in Internet Archive. |
| RapReviews.Com       | link                                                    |
| The Source           |                                                         |
| Rolling Stone        | link                                                    |
| Q                    |                                                         |